# Arkadij Vaksberg
Arkadij Iosifovitj Vaksberg (på ryska: Аркадий Иосифович Ваксберг), även skrivet Waxberg, född 11 november 1927 (alternativt 1933) i Novosibirsk, död 8 maj 2011 i Moskva, var en rysk jurist, författare inom politisk historia, dramaturg och journalist.

## Biografi
Vaksberg doktorerade i juridik vid Moskvauniversitetet. Han fick flera utmärkelser och medaljer under sovjettiden. Vaksberg var medlem i författarförbundet i Sovjetunionen från 1973, medlem i filmmakares förbund och medlem i journalistförbundet. Han var under många år verksam som journalist på Literaturnaja gazeta där han skrev sina undersökande artiklar. I Sverige var Vaksberg kanske främst känd för en bred publik som författare av understreckare i Svenska Dagbladet från början av 90-talet fram till 2010. Hans verklista omfattar cirka fyrtio böcker om rysk och sovjetisk politisk historia.

### På svenska
- Skjut de galna hundarna 1990
- Sovjetmaffian 1991
- Lubjanka. Sanningen om Stalins skräckvälde: dess torterare, bödlar och miljontals offer 1993 ISBN 91-1-939082-3
- Herrar och lakejer 1995
- Aleksandra Kollontaj 1997
- Giftlaboratoriet. Från Lenin till Putin - 90 år av politiska mord 2008 ISBN 978-91-1-301798-3

### På engelska
- Arkady Vaksberg, Stalin's Prosecutor: The Life of Andrei Vyshinsky 1992 ISBN 978-03-1-207135-6
- Stalin Against the Jews 1995 ISBN 978-06-7-975959-1
- The Murder of Maxim Gorky: A Secret Execution 2007